# Häglaredsmasten

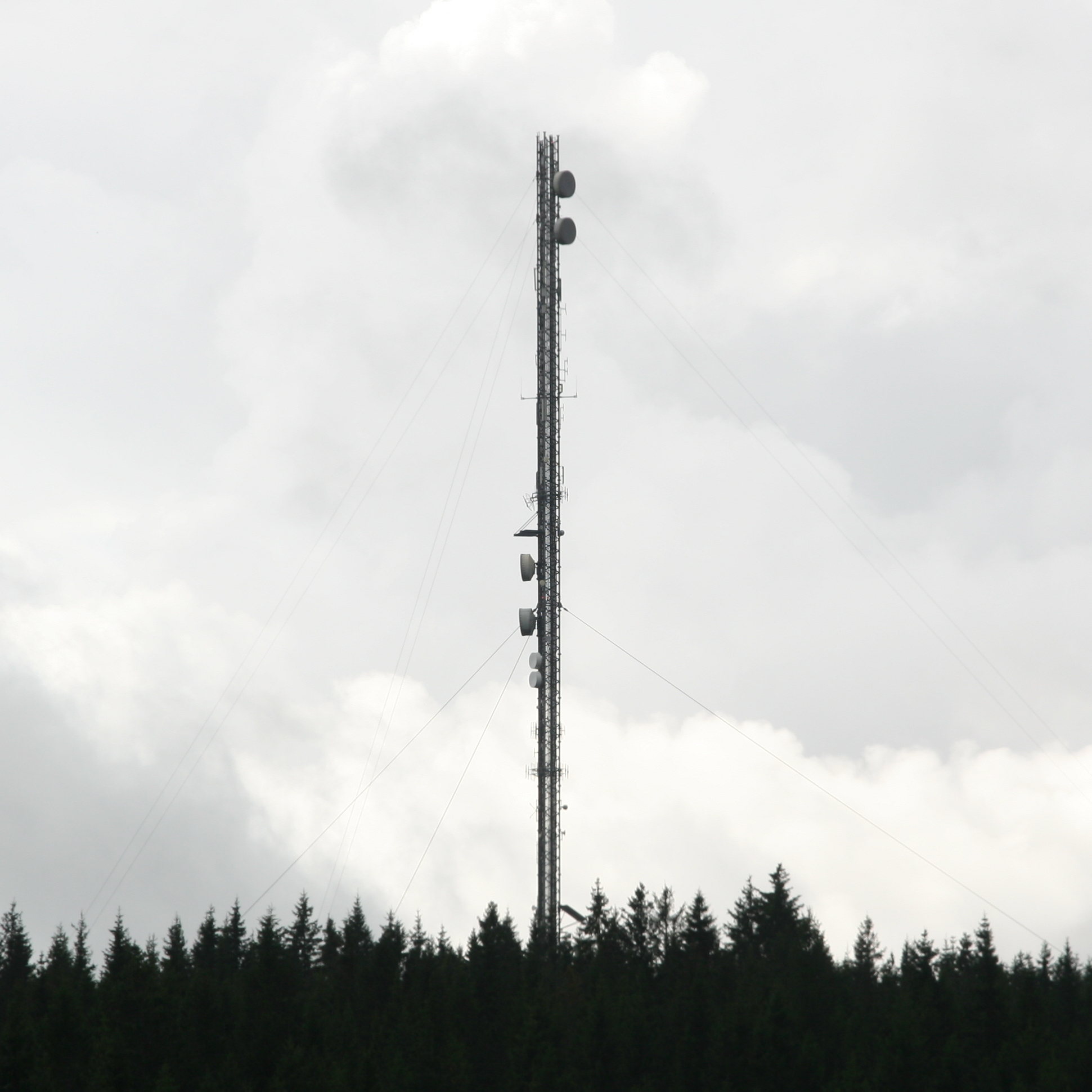
Den återstående delen av Häglaredsmasten efter sabotaget den 15 maj 2016.

Häglaredsmasten var i originalutförande en 332 (nu 303) meter hög radio- och TV-mast belägen på Trollberget vid Häglared i Toarps distrikt, öster om Borås och 2,5 km väster om Dalsjöfors i Västergötland. Masten räknades i originalutförande som Sveriges femte högsta radio- och tv-mast. Under våren 2016 konstruerades en ersättningsmast som blev 303 meter hög, och blev klar i juni 2017. 
Omkring 200 meter av masten bröts av och föll till marken kvällen den 15 maj 2016, vilket polisen misstänkte bero på sabotage. Förundersökningen visade på att muttrar till tre av 15 vajrar lossades från infästningarna på ett betongfundament som tillhör masten. Detta ledde till att masten började luta, vilket i sin tur ledde till att den bröts av runt 130 meter upp och rasade. Raset ledde till stora driftstörningar i utsändningen av radio och TV. Masten ersattes tillfälligt av en mobil radiosändare dagen efter attentatet, dock med begränsad kapacitet.

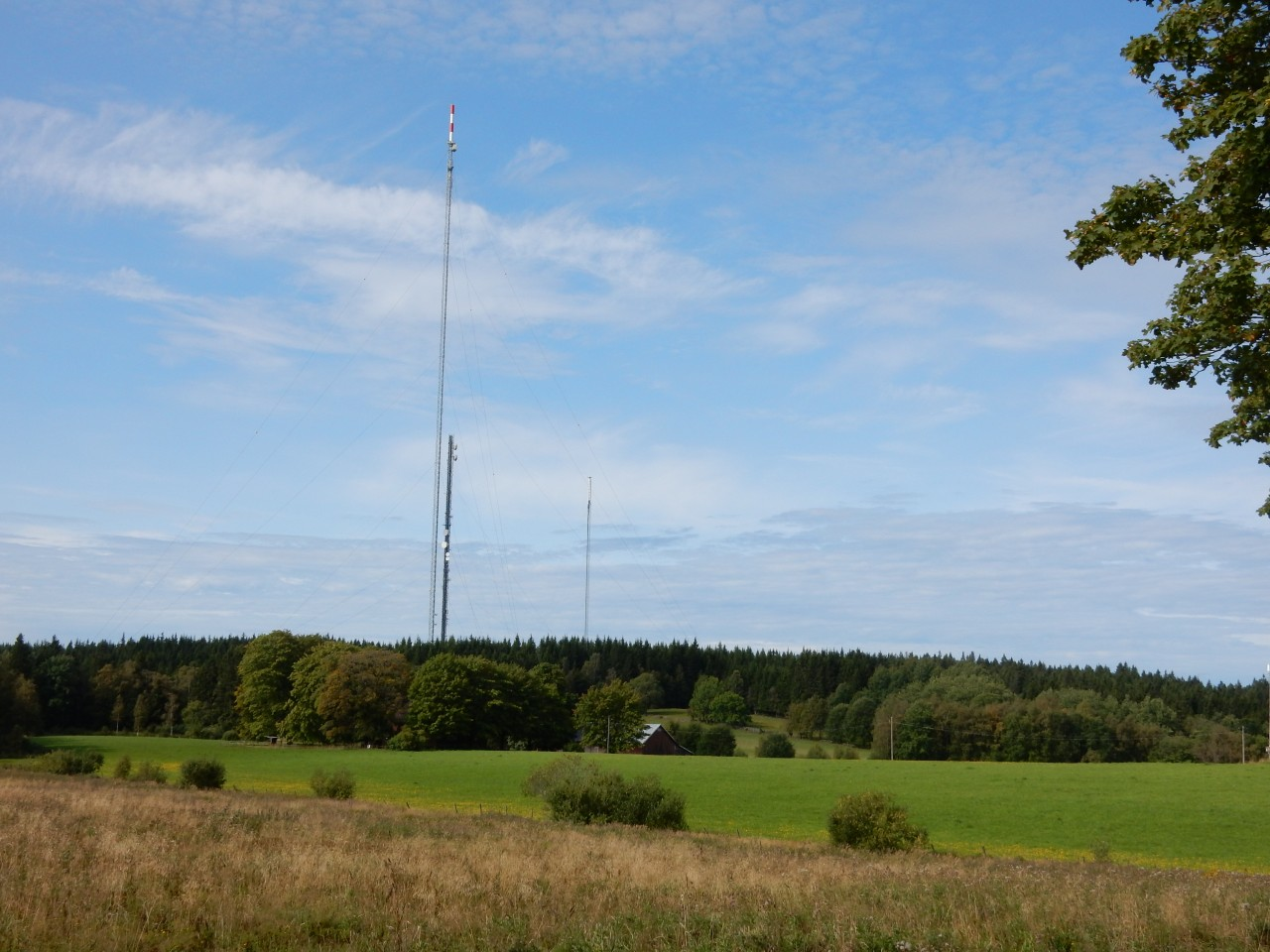
Nya masten bredvid den gamla samt temporära masten.

Masten kunde före sabotaget jämföras i höjd med de två masterna:
- Herrestadmasten i Uddevalla
- Ervastebymasten i Motala